# Magritte du meilleur montage
Le Magritte du meilleur montage est une récompense décernée depuis 2011 par l'Académie André Delvaux, laquelle décerne également tous les autres Magritte du cinéma.

## Palmarès

### Années 2010
| Année | Film                            | Monteur           |
| ----- | ------------------------------- | ----------------- |
| 2011  | Mr Nobody                       | Matyas Veress     |
| 2011  | Illégal                         | Damien Keyeux     |
| 2011  | Le Concert                      | Ludo Troch        |
| 2012  | Tête de bœuf (Rundskop)         | Alain Dessauvage  |
| 2012  | Le Gamin au vélo                | Marie-Hélène Dozo |
| 2012  | Les Géants                      | Ewin Ryckaert     |
| 2013  | À perdre la raison              | Sophie Vercruysse |
| 2013  | 38 témoins                      | Ludo Troch        |
| 2013  | Couleur de peau : miel          | Ewin Ryckaert     |
| 2013  | Le Cochon de Gaza               | Damien Keyeux     |
| 2014  | Kinshasa Kids                   | Marie-Hélène Dozo |
| 2014  | Tango libre                     | Ewin Ryckaert     |
| 2014  | Vijay and I                     | Sandrine Deegen   |
| 2015  | La Marche                       | Damien Keyeux     |
| 2015  | Deux jours, une nuit            | Marie-Hélène Dozo |
| 2015  | Pas son genre                   | Ludo Troch        |
| 2016  | Alleluia                        | Anne-Laure Guégan |
| 2016  | Je suis mort mais j'ai des amis | Yannick Leroy     |
| 2016  | Tous les chats sont gris        | Ewin Ryckaert     |
| 2017  | Keeper                          | Julie Brenta      |
| 2017  | Je me tue à le dire             | Julie Naas        |
| 2017  | Parasol                         | Nicolas Rumpl     |
| 2018  | Paris pieds nus                 | Sandrine Deegen   |
| 2018  | Chez nous                       | Ludo Troch        |
| 2018  | Home                            | Nico Leunen       |
| 2018  | Le Fidèle                       | Alain Dessauvage  |
| 2018  | Noces                           | Jérôme Guiot      |
| 2019  | Nos batailles                   | Julie Brenta      |
| 2019  | Girl                            | Alain Dessauvage  |
| 2019  | Laissez bronzer les cadavres    | Bernard Beets     |

### Années 2020
| Année | Film                  | Monteur                            |
| ----- | --------------------- | ---------------------------------- |
| 2020  | Duelles               | Damien Keyeux                      |
| 2020  | Le Jeune Ahmed        | Marie-Hélène Dozo                  |
| 2020  | Lola vers la mer      | Julie Naas                         |
| 2022  | Un monde              | Nicolas Rumpl                      |
| 2022  | Les Intranquilles     | Marie-Hélène Dozo                  |
| 2022  | Une vie démente       | Sophie Vercruysse, Raphaël Balboni |
| 2023  | Rien à foutre         | Nicolas Rumpl                      |
| 2023  | Close                 | Alain Dessauvage                   |
| 2023  | L'Ombre d'un mensonge | Ewin Ryckaert                      |

## Récompenses et nominations multiples
Deux récompenses et deux nominations :
- Damien Keyeux : récompensé en 2015 pour La Marche et en 2020 pour Duelles, et nommé en 2011 pour Illégal et en 2013 pour Le Cochon de Gaza.

Deux récompenses :
- Julie Brenta : en 2017 pour Keeper et en 2019 pour Nos batailles.

Deux récompenses et une nomination : 
- Nicolas Rumpl : récompensé en 2022 pour Un monde et en 2023 pour Rien à foutre, et nommé en 2017 pour Parasol

Une récompense et quatre nominations :
- Marie-Hélène Dozo : récompensée en 2014 pour Kinshasa Kids, et nommée en 2012 pour Le Gamin au vélo, en 2015 pour Deux jours, une nuit, en 2020 pour Le Jeune Ahmed et en 2022 pour Les Intranquilles.

Une récompense et trois nominations :
- Alain Dessauvage : récompensé en 2012 pour Tête de bœuf, et nommé en 2018 pour Le Fidèle, en 2019 pour Girl et en 2023 pour Close.

Une récompense et une nomination :
- Sandrine Deegen : récompensée en 2018 pour Paris pieds nus, et nommée en 2014 pour Vijay and I.
- Sophie Vercruysse : récompensée en 2013 pour À perdre la raison, et nommée en 2022 pour Une vie démente (avec Raphaël Balboni).

Cinq nominations :
- Ewin Ryckaert : en 2012 pour Les Géants, en 2013 pour Couleur de peau : miel, en 2014 pour Tango libre, en 2016 pour Tous les chats sont gris et en 2023 pour L'Ombre d'un mensonge.

Quatre nominations :
- Ludo Troch : en 2011 pour Le Concert, en 2013 pour 38 témoins, en 2015 pour Pas son genre et en 2018 pour Chez nous.

Deux nominations :
- Julie Naas : en 2017 pour Je me tue à le dire et en 2020 pour Lola vers la mer.